# Bohdanovce nad Trnavou
Bohdanovce nad Trnavou és un poble i municipi d'Eslovàquia que es troba a la regió de Trnava, a l'oest del país. El 2021 tenia 1494 habitants.
La primera menció escrita de la vila Podans es remunta al 1332.

## Demografia
| Godina             | 1994 | 2004   | 2014    | 2024    |
| ------------------ | ---- | ------ | ------- | ------- |
| Nombre de persones | 936  | 969    | 1306    | 1529    |
| Diferència         |      | +3,52% | +34,77% | +17,07% |

| Godina             | 2023 | 2024   |
| ------------------ | ---- | ------ |
| Nombre de persones | 1532 | 1529   |
| Diferència         |      | −0,19% |